# Heterodon simus
A cobra nariz-de-porco-do-sul (Heterodon simus) é uma espécie de réptil inofensivo da família Colubridae. É uma espécie endêmica do sudeste dos Estados Unidos, da planície costeira do sudeste da Carolina do Norte, ao sul do Lago Okeechobee na Flórida e do oeste ao sudeste do Mississippi. Nenhuma subespécie é reconhecida.

## Características
Os adultos medem 35,5 a 61 cm de comprimento. Na sua parte dorsal apresenta um padrão em termos de cor; marrom claro, amarelado, acinzentado ou avermelhado, coberto por uma fileira distinta de manchas escuras alternadas e manchas menores nos flancos. O abdômen é nitidamente mais escuro do que a cor da parte inferior da cauda nos indivíduos jovens.

## Habitat
Seus habitats geralmente incluem áreas desérticas ou semiáridas, campos e planícies aluviais de rios intermitentes. Elas costumam frequentar solos arenosos. São encontrados em áreas onde as temperaturas variam de -29 °C durante o inverno a 38 °C nos meses de verão.

## Alimentação
Essas cobras se alimentam de sapos, principalmente espécies do gênero Scaphiopus e ocasionalmente de rãs como Hyla gratiosa e Pseudacris ornata, além de pequenos lagartos.

## Reprodução
Muito pouco se sabe sobre a sua reprodução. Colocam de 6 a 14 ovos no final da primavera ou no início do verão. Após 55-60 dias os ovos eclodem.

## Conservação
As populações da cobra nariz-de-porco-do-sul estão diminuindo significativamente em toda a sua área de distribuição e acredita-se que estejam extintas em pelo menos dois estados. Os principais fatores que contribuem para o seu desaparecimento incluem a destruição do seu habitat, incêndios florestais, a introdução de formigas-lava-pés, o aumento da predação por animais domésticos e a poluição. Esta espécie do gênero Heterodon está incluída na lista vermelha de espécies ameaçadas de extinção da IUCN.